# Suyeong-gu (Busan)
Suyeong-gu es un distrito en el centro de ciudad metropolitana de Busan, Corea. Tiene una densidad de población de unos 17.768 habitantes por kilómetro cuadrado (46,020 / sq mi).
Suyeong-gu fue creada en 1995 a raíz de su separación de Nam-gu. Es fronteriza en el noreste por el río Suyeonggang. El nombre 'Suyeong' vino de 'Gyeongsang JwaSuyeong', significa Mando de la Armada de Gyeongsang del área izquierda (situándose en Seúl y ver al sur, esta zona es el lado izquierdo). La línea 2 del metro de Busan atraviesa Suyeong-gu con 5 estaciones, a partir de Millak a Namcheon. La terminal sur de la línea 3 es la estación Suyeong, haciendo Suyeong un lugar importante para metro transporte / traslados.

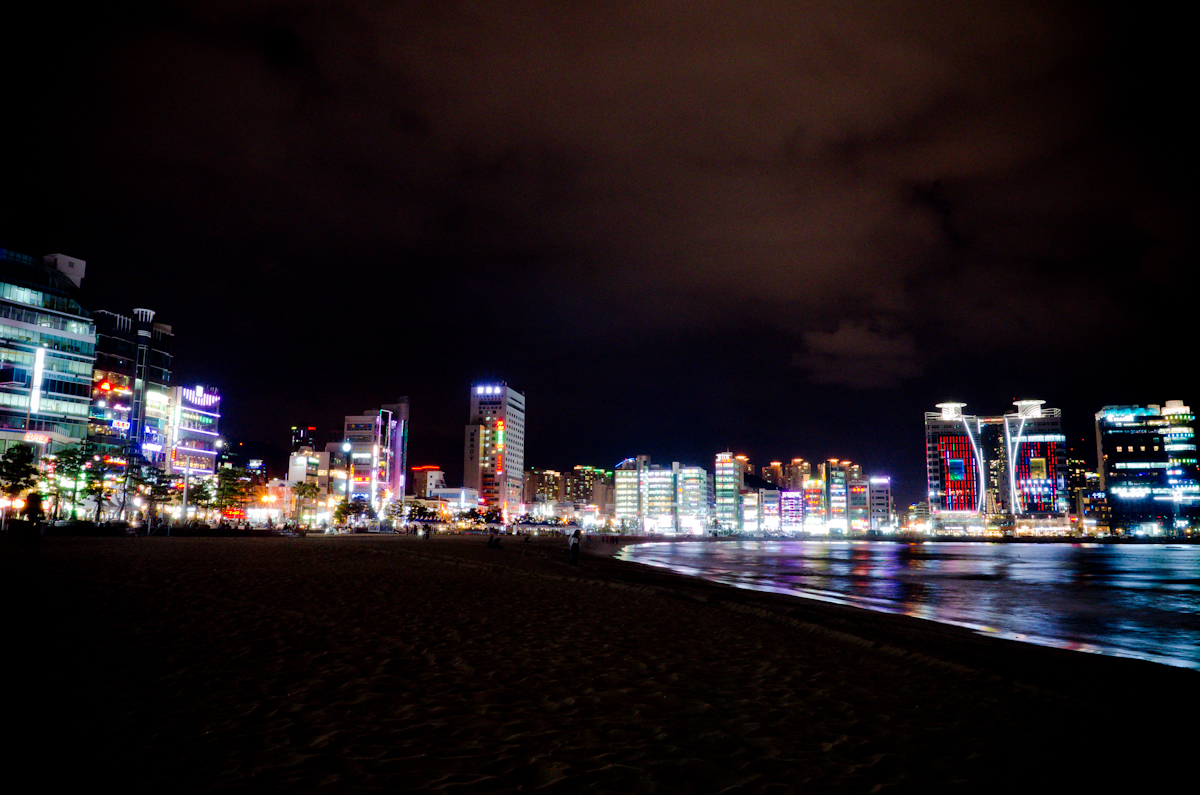
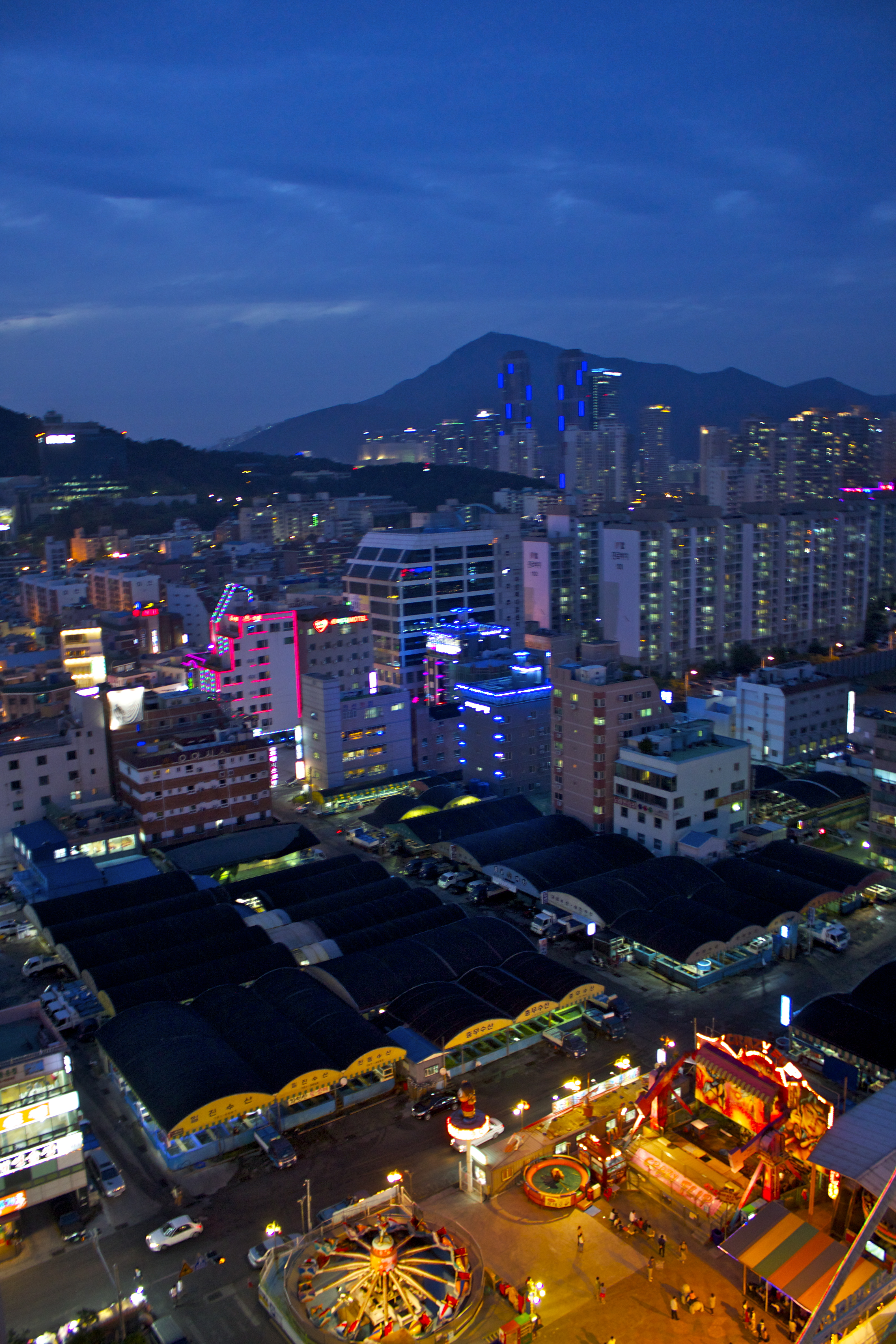
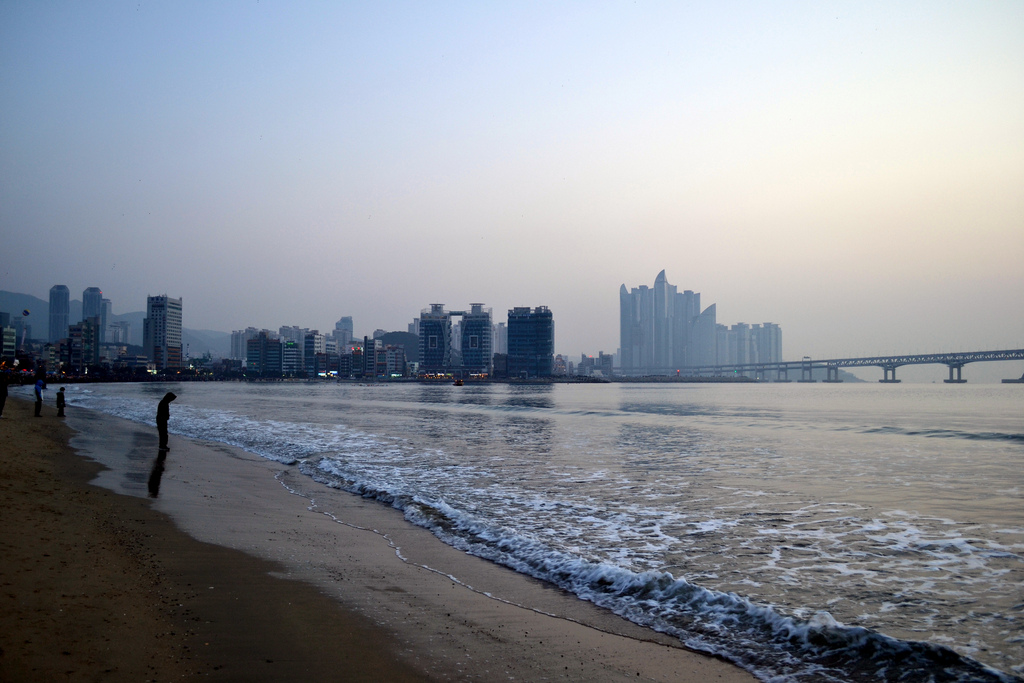

## Divisiones administrativas
- Namcheon-dong
- Suyeong-dong
- Mangmi-dong
- Gwangan-dong
- De Millak-dong